# 弗洛倫斯-格雷厄姆 (加利福尼亞州)
弗洛倫斯-格雷厄姆（英語：Florence-Graham）是位於美國加利福尼亞州洛杉磯縣的一個人口普查指定地區。

## 地理
弗洛倫斯-格雷厄姆的座標為33°58′10″N 118°14′38″W / 33.96944°N 118.24389°W，而該地最高點為海拔高度44米（即144英尺）。

## 人口
根據2010年美國人口普查的數據，弗洛倫斯-格雷厄姆的面積為9.273平方千米，當中陸地面積為9.273平方千米，而水域面積為0.000平方千米。當地共有人口63387人，而人口密度為每平方千米6,835人。